# Lista de municípios da Cantábria

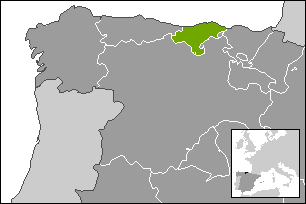
Localização da Cantábria no norte da Península Ibérica

Divisão municipal da Cantábria (2003)

Esta é uma lista de municípios da província e comunidade autónoma da Cantábria, Espanha.
Em 2021 a Cantábria era composta por 102 municípios. Em geral cada município tem várias localidades e bairros. Alguns deles têm o nome de uma das suas localidades (nem sempre a capital) e outros têm nomes que não correspondem a nenhuma das suas localidades. Como acontece com todos os municípios espanhóis, cada um deles tem o seu próprio governo local (ayuntamiento). Um dos municípios da comunidade autónoma — Valle de Villaverde — é um enclave no País Basco, que está completamente rodeado por territórios de municípios da província da Biscaia.
A Mancomunidade de Campoo-Cabuérniga é um caso sui generis de divisão territorial, pois não pertence a nenhum município e a sua gestão é feita conjuntamente pelos municípios de Hermandad de Campoo de Suso, Cabuérniga, Los Tojos e Ruente. Na prática é uma herdade enorme, com 65,5 km² de pastagens e bosques, usada para alimentar gado bovino de raça Tudanca [es] e, em menor medida, também equídeos, onde persistem tradições pecuárias de trasterminância [es] (transumância com percursos relativamente curtos).
| Nome                        | N.º de habitantes (2002) |
| --------------------------- | ------------------------ |
| Alfoz de Lloredo            | 2,593                    |
| Ampuero                     | 3,602                    |
| Anievas                     | 378                      |
| Arenas de Iguña             | 1,984                    |
| Argoños                     | 1,000                    |
| Arnuero                     | 1,900                    |
| Arredondo                   | 598                      |
| El Astillero                | 14,202                   |
| Bárcena de Cicero           | 2,490                    |
| Bárcena de Pie de Concha    | 885                      |
| Bareyo                      | 1,690                    |
| Cabezón de la Sal           | 7,639                    |
| Cabezón de Liébana          | 727                      |
| Cabuérniga                  | 1,114                    |
| Camaleño                    | 1,106                    |
| Camargo                     | 23,914                   |
| Campoo de Enmedio           | 3,995                    |
| Campoo de Yuso              | 753                      |
| Cartes                      | 3,681                    |
| Castañeda                   | 1,582                    |
| Castro-Urdiales             | 22,394                   |
| Cieza                       | 678                      |
| Cillorigo de Liébana        | 1,122                    |
| Colindres                   | 6,911                    |
| Comillas                    | 2,340                    |
| Los Corrales de Buelna      | 10,876                   |
| Corvera de Toranzo          | 1,937                    |
| Entrambasaguas              | 2,452                    |
| Escalante                   | 719                      |
| Guriezo                     | 1,784                    |
| Hazas de Cesto              | 1,247                    |
| Hermandad de Campoo de Suso | 1,918                    |
| Herrerías                   | 742                      |
| Lamasón                     | 371                      |
| Laredo                      | 12,563                   |
| Liendo                      | 888                      |
| Liérganes                   | 2,266                    |
| Limpias                     | 1,389                    |
| Luena                       | 914                      |
| Marina de Cudeyo            | 5,112                    |
| Mazcuerras                  | 1,885                    |
| Medio Cudeyo                | 6,327                    |
| Meruelo                     | 1,173                    |
| Miengo                      | 3,762                    |
| Miera                       | 496                      |
| Molledo                     | 1,884                    |
| Noja                        | 2,135                    |
| Penagos                     | 1,750                    |
| Peñarrubia                  | 324                      |
| Pesaguero                   | 394                      |
| Pesquera                    | 86                       |
| Piélagos                    | 13,389                   |
| Polaciones                  | 276                      |
| Polanco                     | 3,700                    |
| Potes                       | 1,590                    |
| Puente Viesgo               | 2,344                    |
| Ramales de la Victoria      | 2,231                    |
| Rasines                     | 947                      |
| Reinosa                     | 10,638                   |
| Reocín                      | 7,022                    |
| Ribamontán al Mar           | 3,826                    |
| Ribamontán al Monte         | 2,008                    |
| Rionansa                    | 1,341                    |
| Riotuerto                   | 1,524                    |
| Las Rozas de Valdearroyo    | 317                      |
| Ruente                      | 966                      |
| Ruesga                      | 1,188                    |
| Ruiloba                     | 729                      |
| San Felices de Buelna       | 2,209                    |
| San Miguel de Aguayo        | 152                      |
| San Pedro del Romeral       | 618                      |
| San Roque de Riomiera       | 482                      |
| San Vicente de la Barquera  | 4,412                    |
| Santa Cruz de Bezana        | 8,828                    |
| Santa María de Cayón        | 6,465                    |
| Santander                   | 184,661                  |
| Santillana del Mar          | 3,950                    |
| Santiurde de Reinosa        | 327                      |
| Santiurde de Toranzo        | 1,546                    |
| Santoña                     | 11,593                   |
| Saro                        | 532                      |
| Selaya                      | 1,998                    |
| Soba                        | 1,614                    |
| Solórzano                   | 1,000                    |
| Suances                     | 6,649                    |
| Los Tojos                   | 419                      |
| Torrelavega                 | 56,180                   |
| Tresviso                    | 55                       |
| Tudanca                     | 245                      |
| Udías                       | 823                      |
| Val de San Vicente          | 2,610                    |
| Valdáliga                   | 2,503                    |
| Valdeolea                   | 1,433                    |
| Valdeprado del Río          | 334                      |
| Valderredible               | 1,126                    |
| Valle de Villaverde         | 366                      |
| Vega de Liébana             | 985                      |
| Vega de Pas                 | 1,003                    |
| Villacarriedo               | 1,756                    |
| Villaescusa                 | 3,303                    |
| Villafufre                  | 1,149                    |
| Voto                        | 2,241                    |